# Kenji Fujimoto
 (juillet 2025).
Si vous disposez d'ouvrages ou d'articles de référence ou si vous connaissez des sites web de qualité traitant du thème abordé ici, merci de compléter l'article en donnant les références utiles à sa vérifiabilité et en les liant à la section « Notes et références ».
Kenji Fujimoto (藤本 健二, Fujimoto Kenji) est le pseudonyme d'un Japonais qui a été le chef cuisinier attitré de Kim Jong-il de 1988 à 2001. Fujimoto a publié en 2003 ses mémoires, dans lesquelles il relate son expérience avec Kim Jong-il.

## Arrivée en Corée du Nord
Fujimoto voyage en Corée du Nord pour la première fois en 1982, il a été sélectionné par une entreprise de commerce qui avait des activités en Corée du Nord pour travailler dans un restaurant à Pyongyang. À ce moment-là, il travaillait à Tokyo pour un salaire de 50 000 yens (400 euros). Six ans plus tard en 1988, il devient le chef cuisinier personnel (« shushiya ») de Kim Jong-il pour un salaire de £45,000 par an, il se voit affecter une voiture de luxe (Mercedes), un appartement. Peu de temps après, il devient le camarade de Kim ; les deux hommes, d'après Fujimoto, faisaient du cheval et du ski nautique ensemble. Fujimoto a confirmé une rumeur répandue selon laquelle Kim aurait connu une grave chute de cheval en 1992, se fracturant la clavicule et le laissant inconscient pendant plusieurs heures.
Il a épousé une danseuse de la « brigade de la joie ».

## Allégations
D'après Fujimoto, Kim Jong-il avait un goût prononcé pour le poisson vivant et les alcools hors de prix comme les vins français et les cognacs, en particulier le Hennessy. Fujimoto soutient qu'il était envoyé par Kim à travers le monde, tous frais payés, pour acheter des melons chinois, de la bière tchèque, du caviar ouzbèque, des papayes thaï et du porc danois, entre autres. Un envoyé se serait même rendu en Chine pour y chercher des hamburgers chez McDonald's. La cave à vin de Kim abritait dix mille bouteilles et les banquets organisés par Kim duraient jusqu'à quatre jours. Toujours d'après Fujimoto, un institut basé à Pyongyang et comprenant deux cents personnes, était entièrement dévoué à l'alimentation de Kim Jong-il, et devait ainsi s'assurer que ce qu'il consommait était toujours de la meilleure qualité et équilibré.
Fujimoto parle également du Gippeumjo de Kim Jong-il, le harem où des jeunes femmes étaient choisies pour danser, chanter et laver le chef d'état nord-coréen. Elles recevaient l'ordre de se déshabiller, mais ne pouvaient être touchées ni par Kim ni par ses gardes, Kim ayant déclaré que « toucher serait comme voler ».
Kim aimait le disco, et préférait regarder les autres danser que danser lui-même. Fujimoto aurait épousé un jour une femme lors d'un mariage très arrosé dans lequel il aurait perdu connaissance. À son réveil, ses poils pubiens avaient été rasés.
Fujimoto décrit Kim Jong-il comme ayant un « tempérament violent ». Dans un entretien avec une télévision privée japonaise, il soutient que Kim Jong-un, l'hériter de Kim Jong-il à la tête de l'état, « sait flatter quand il le faut, se mettre en colère aussi quand cela est nécessaire. Il a la capacité de diriger [...] Il aime aussi le basketball, le patin en ligne, le snowboarding et le ski [...] Je l'ai vu jouer au golf une fois et il m'a fait penser à un des meilleurs joueurs de golf professionnels japonais ». Fujimoto a déclaré qu'on lui avait remis une photo de Kim Jong-un quand il était plus jeune, mais a ajouté qu'on lui avait refusé de lui donner des photos récentes. On lui a dit de ne pas rendre la photo publique. Cependant, en février 2009, il a révélé la photo à la presse. L'autre fils de Kim Jong-il, Kim Jong-chul, aurait été qualifié par Kim Jong-il de « trop féminin et inapte au pouvoir ».
En outre, Fujimoto rapporte un accident nucléaire qui serait survenu en 1995 dans une centrale nucléaire non précisée, dans laquelle plusieurs travailleurs seraient tombés malades et auraient perdu leurs dents. Il affirme aussi que King Jong-il aurait été profondément affecté par la mort de son père en 1994, au point qu'on l'aurait trouvé une fois avec une arme à la main. Il aurait également demandé en 1989 l'opinion de Fujimoto sur l'arme atomique.

## Fuite
Fujimoto dit qu'il a pensé à fuir vers le Japon à plusieurs reprises, de plus il aurait été suspecté d’espionnage en faveur du Japon. Lors d'une visite au Japon en 1996, il fut arrêté en possession d'un faux passeport dominicain. En mars 2001, peu avant sa défection, il dit avoir présenté à Kim une cassette vidéo d'une télévision japonaise présentant un plat à base d'oursins, lui promettant de le cuisiner pour lui. Fujimoto dit qu'il se rendrait à Hokkaidō pour y acheter des oursins, ce à quoi Kim aurait répondu : « C'est une excellente idée. Vas-y ! ». Fujimoto s'y rendit mais ne retourna plus en Corée du Nord avant juillet 2012, vivant caché entretemps, après avoir prétendument été la cible d'agents nord-coréens. Il apparaît à la télévision japonaise avec le visage couvert en tant qu'un « expert de Kim Jong-il ».

## Retour en Corée du Nord
En juin 2012, Fujimoto reçoit une invitation du dirigeant nord-coréen Kim Jong-un, et le 21 juillet 2012, il s'envole pour Pyongyang en passant par Pékin. Lors de son séjour, il aurait rendu visite à Kim Jong-un et à son épouse, et mentionne que Pyongyang a beaucoup changé au cours de la dernière décennie. En 2017, Fujimoto ouvre un restaurant japonais à Pyongyang ; en juin 2019, les médias laissent entendre qu'il est en état d'arrestation ; cependant, un mois plus tard, l'ambassadeur britannique en Corée du Nord, Colin Crooks, lui rend visite dans son restaurant.

## Livres
Fujimoto a écrit trois livres : Le Cuisinier de Kim, La Vie privée de Kim et L’Honorable général qui aimait les armes atomiques et les filles. Ses mémoires publiés en 2003, Le Cuisinier de Kim, sont un bestseller au Japon. Un de ses livres a été traduit en français : Le cuisinier du dictateur, Paris : Hugo doc, 2019.